# Дегтярёв, Василий Дмитриевич
Василий Дмитриевич Дегтярёв (25 апреля 1915 год, село Тульское, Томская губерния — 13 января 1989 год) — катодчик Усть-Каменогорского свинцово-цинкового комбината имени В. И. Ленина Восточно-Казахстанского совнархоза, Казахская ССР. Герой Социалистического Труда (1963). Депутат Верховного Совета Казахской ССР 5 созыва. Почётный гражданин Усть-Каменогорска.

## Биография
Родился в 1915 году в крестьянской семье в селе Тульское Томской губернии (сегодня — Восточно-Казахстанская область). Участвовал в Великой Отечественной войне. После демобилизации проживал в Усть-Каменогорске, где с 1946 года трудился катодчиком в гидрометаллургическом цехе № 1 Усть-Каменогорского свинцово-цинкового комбината.
За выдающиеся успехи, достигнутые в развитии цветной металлургии удостоен звания Героя Социалистического Труда указом Президиума Верховного Совета СССР от 20 июля 1963 года c вручением ордена Ленина и золотой медали «Серп и Молот».
Избирался депутатом Верховного Совета Казахской ССР.
Скончался в 1989 году.

## Награды
- Герой Социалистического Труда
- Орден Ленина — дважды
- Орден Отечественной войны 2 степени
- Медаль «За трудовое отличие»